# 原始的叛乱
《原始的叛乱：十九至二十世纪社会运动的古朴形式》（英語：Primitive Rebels: Studies in Archaic Forms of Social Movement in the 19th and 20th Centuries，美国版书名为）是英国历史学家艾瑞克·霍布斯邦创作的一本书，1959年由曼彻斯特大学出版社出版，1963和1971年再版。